# Waalre
Waalre  è un comune olandese di 16 538 abitanti situato nella provincia del Brabante Settentrionale.